# Ventrifossa paxtoni
Ventrifossa paxtoni är en fiskart som beskrevs av Akitoshi Iwamoto och Williams, 1999. Ventrifossa paxtoni ingår i släktet Ventrifossa och familjen skolästfiskar. Inga underarter finns listade i Catalogue of Life.